# Tano District
Der Tano District ist ein ehemaliger Distrikt in der 2018 aufgelösten Brong-Ahafo Region in Ghana mit der Distrikthauptstadt Bechem. Per Dekret vom 12. November 2003 von Präsident John Agyekum Kufuor wurde er im Zuge der Verwaltungsreform 2004 in die zwei neuen Distrikte Tano North District und Tano South District aufgeteilt, die seit 2019 zur Ahafo Region gehören.

## Bevölkerung
Tano hatte bei der Volkszählung des Jahres 2000 eine Bevölkerung von 123.339 auf einer Fläche von 1.267 km². Bei der Volkszählung der Jahre 1960, 1970 und 1984 lebten im Tano Distrikt 44.692, 57.662 und 92.553 Menschen. Im Jahr 2000 ergab die Volkszählung eine Bevölkerung von 123.404, was zum damaligen Zeitpunkt 6,8 Prozent der Gesamtbevölkerung der Brong-Ahafo Region ausmachte. Zwischen 1984 und 2000 stieg die Bevölkerung um 33,3 Prozent an.
Noch im Jahr 1960 lebte die Bevölkerung auf einer Dichte von 29,8 Menschen pro km². Im Jahr 1970 waren es schon 38,4 Personen, im Jahr 1984 61,7 Personen und schließlich im Jahr 2000 82,2 Personen. 1960 lebten 37,3 Prozent der Bevölkerung in städtischen Zentren. Diese Zahl stieg bis zum Jahr 197u0 auf 46,9 Prozent an, fiel jedoch wieder auf 41,2 Prozent im Jahr 1984. 